# 正海智大
正海 智大（しょうかい ともひろ、1989年9月14日 - ）は、2018年現在トップチャレンジリーグの九州電力キューデンヴォルテクスに所属するラグビー選手。

## プロフィール
- 熊本県出身[1]。
- ポジションはウィング(WTB)、フルバック(FB)。
- 身長 186cm、体重 90kg
- ニックネームはしょうかい。
- 7人制日本代表に選ばれたことがある[2]。
- U20日本代表に選ばれたことがある。

## 略歴
12歳からラグビーを始めた。
2008年、東福岡高校卒業後、同志社大学に入学する。なお東福岡高校時代、高校日本代表に選ばれた。　
2011年、同志社大学ラグビー部の副将に就任した。
2012年、同志社大学卒業後、九州電力キューデンヴォルテクスに加入。同年9月16日に行われたジャパンラグビートップリーグ第3節のトヨタ自動車ヴェルブリッツ戦に途中出場で公式戦初出場を果たす。 